# Australiens MotoGP 2005
Australiens MotoGP 2005 kördes den 16 oktober på Phillip Island Grand Prix Circuit.

## MotoGP

### Resultat
| Plats | Förare          | Märke    | Grid | Kvaltid  |
| ----- | --------------- | -------- | ---- | -------- |
| 1     | Valentino Rossi | Yamaha   | 2    | 1.29,443 |
| 2     | Nicky Hayden    | Honda    | 1    | 1.29,337 |
| 3     | Carlos Checa    | Ducati   | 4    | 1.29,775 |
| 4     | Marco Melandri  | Honda    | 8    | 1.30,322 |
| 5     | Sete Gibernau   | Honda    | 3    | 1.29,729 |
| 6     | Colin Edwards   | Yamaha   | 5    | 1.29,943 |
| 7     | Shinya Nakano   | Kawasaki | 10   | 1.30,628 |
| 8     | Makoto Tamada   | Honda    | 9    | 1.30,624 |
| 9     | Toni Elías      | Yamaha   | 7    | 1.30,094 |
| 10    | John Hopkins    | Suzuki   | 11   | 1.30,667 |
| 11    | Chris Vermeulen | Honda    | 14   | 1.31,654 |
| 12    | Rubén Xaus      | Yamaha   | 15   | 1.31,728 |
| 13    | Roberto Rolfo   | Ducati   | 16   | 1.33,495 |
| 14    | James Ellison   | Blata    | 17   | 1.33,673 |
| 15    | Franco Battaini | Blata    | 18   | 1.35,933 |
| 16    | Olivier Jacque  | Kawasaki | 13   | 1.31,079 |
| 17    | Alex Barros     | Honda    | 12   | 1.30,757 |
| 18    | Max Biaggi      | Honda    | 6    | 1.30,070 |